# 지크 스프루일
이즈키얼 스티븐 지크 스프루일(Ezekiel Stephen Zeke Spruill, 1989년 9월 11일 ~ )은 전  미국의 야구 선수이다.

## 미국 프로야구시절
2013년에 애리조나 다이아몬드백스에 입단했다.

## 한국 프로야구시절

### KIA 타이거즈시절
2016년에 KIA 타이거즈로 이적해 한국에서 선수생활을 하게 된다. 2016시즌 10승을 거두긴 하였지만 방어율이
5점대로 높았다. 2016시즌 후 재계약에 실패하였다. 2017시즌 그의 대체선수로 팻딘이 영입되었다

## 중화민국 프로야구 시절
2017년부터 라미고 몽키스 소속으로 활동했다.